# Лобода Тимофій Тимофійович
Тимофій Тимофійович Лобода (нар. 10 липня 1922 — пом. 10 лютого 1994) — радянський офіцер, Герой Радянського Союзу (1943), учасник німецько-радянської війни.

## Біографічні відомості
Народився 10 липня 1922 року в селі Оксанина нині Уманського району Черкаської області в селянській родині. Українець. Закінчив середню школу в 1940 році.
У Червоній Армії з 1940 року. Закінчив у 1941 році Краснодарське стрілецько-кулеметне училище.
У боях німецько-радянської війни з серпня 1941 року. Помічник начальника штабу з розвідки 705-го стрілецького полку (121-ша стрілецька дивізія, 60-та армія, Центральний фронт) капітан Лобода 27 вересня 1943 разом зі взводом розвідки за допомогою партизанів непомітно переправився через Дніпро в районі села Ясногородка (Вишгородський район Київської області) та проник у тил противника. Викликав там паніку, що дозволило сусіднім підрозділам успішно форсувати річку і закріпитися на плацдармі. Батальйони зуміли захопити острів навпроти села, а неодноразові спроби захопити плацдарм з ходу були безуспішні. З висоти 110,5, розташованої у вигину Дніпра, гітлерівці вели прицільний вогонь вздовж річки і по острову. Капітан Лобода в бою за село Казаровичі на чолі взводу розвідки проник у тил ворога, зняв бойову охорону супротивника і раптово атакував гітлерівців. Взвод зайняв дану висоту. Відбивши шість контратак, капітан Лобода разом зі взводом утримував захоплені позиції дві доби до підходу головних сил полку. У критичний момент бою підняв бійців в атаку. У цьому бою проявив мужність і стійкість, особисто знищив кількох гітлерівців і шістьох полонив.
17 жовтня 1943 року капітан Лобода Тимофій Тимофійович удостоєний звання Героя Радянського Союзу з врученням ордена Леніна і медалі «Золота Зірка» (№ 2777).
У 1947 році закінчив Військову академію імені М. В. Фрунзе, в 1954 році — військово-історичний факультет цієї академії. До 1960 року був викладачем Військової артилерійської академії, потім начальником стройового відділу академії.
З грудня 1968 полковник Лобода — у відставці. Жив у Харкові, з 1993 року в Москві. Помер 10 лютого 1994 року. Похований у Твері.